# 里亚德·阿萨德
里亚德·阿萨阿德（阿拉伯语：رياض الأسعد，1961年—）是已解教的自由叙利亚军创始人，他以前是一名叙利亚空军上校，于2011年7月下旬公开脱离政府军，加入反对派势力。
他曾居住于土耳其境内距离叙利亚边境14公里远的Apaydin难民营。土耳其把他视为影响叙利亚的一大重要人物，并尽力保证他的安全。
叙利亚反对派和革命力量全国联盟在2012年成立後，有報道指里亞德·阿薩德已失去對自由敘利亞軍的指揮權。
2013年3月25日，他在叙利亚东部的迈亚丁（代尔祖尔附近）受到汽车炸弹袭击，随后被带至土耳其接受治疗，不过他的右腿已被截肢。
2017年11月2日，里亚德·阿萨德被任命为叙利亚救国政府的军事事务副总理。
2024年12月8日，因敘利亞救國政府合併於敘利亞過渡政府，辭去副總理一職。